# Erdbeben – Wenn die Erde sich öffnet...
Erdbeben – Wenn die Erde sich öffnet... (Originaltitel Nature Unleashed: Earthquake) ist eine kanadisch-litauisch-britische Filmproduktion. Der Katastrophenfilm von Tibor Takács erschien im Jahr 2005. In den Hauptrollen sind Fintan McKeown, Jacinta Mulcahy und Michael Zelniker zu sehen.

## Handlung
Die russische Region Kasurk, 127 Meilen vom Ridja-Graben entfernt, wird von einem heftigen Erdbeben heimgesucht. Durch das Beben wurde das Kühlsystem des Kernreaktors des dortigen Atomkraftwerks so schwer beschädigt, dass eine vernichtende Kernschmelze droht. Dr. Rachel Stevens ist Sicherheitsbeauftragte des Atomkraftwerks und rät dazu, das Atomkraftwerk abzuschalten, da mit der Kernreaktor nicht überhitzt.
Allerdings wird ihr Ex-Mann Josh Williams von der US-amerikanischen Betreibergesellschaft an den Krisenort geschickt, um die Inbetriebnahme voranzutreiben. Da die beiden aus persönlichen und beruflichen Gründen gegeneinander arbeiten, spitzt sich die ohne hin schon dramatische Lage zu.

## Hintergrund
Einige Szenen des Erdbebens wurden aus dem Katastrophenfilm Dante’s Peak entnommen. Die meisten Aufnahmen wurden in Vilnius realisiert. Einige Szenen wurden allerdings auch in Belarus aufgenommen.
Für Naomi Vekinis war es die bisher einzige Besetzungen in einer Filmproduktion. Kofi Agyemang wirkte noch in einigen Tanzfilmen als Statist mit.
Der Film ist Teil der Nature Unleashed-Reihe, wozu auch die Katastrophenfilme Feuer – Gefangen im Inferno, Lawinen – Der weiße Tod, Volcano – Hölle auf Erden und Tornado – Tödlicher Sog gehören.

## Rezeption
„Dritte DVD-Veröffentlichung der "Nature Unleashed"-Reihe, die alt vertrautes Katastrophenszenario mit handfesten Familienproblemen zu belangloser Unterhaltung mischt.“

„Erschütternd in vieler Hinsicht….“

Cinema betitelt den Film weiterhin als billigen Katastrophenthriller.